# 八ツ島駅
八ツ島駅（やつしまえき）は、福井県福井市二の宮五丁目にある、えちぜん鉄道三国芦原線の駅である。駅番号はE29。

## 歴史
京福電気鉄道（京福）の時代に初代八ツ島駅が廃止（廃止時期は不明）されており、現在の八ツ島駅は2代目に当たる。
初代の八ツ島駅は、現在の福大前西福井駅より北側800mの位置で、現在の日華化学前駅の向い側の現在の住宅地に存在した。一方、現在の八ツ島駅は地元の請願によって新設された駅（請願駅）で、駅名は地元の要望を尊重して付けられたものである。

### 年表
- 1928年（昭和3年）12月30日：三国芦原電鉄の福井口 - 芦原（現・あわら湯のまち駅）間開通に伴い開業[4][5][3][6][7]。
- 1942年（昭和17年）8月1日：三国芦原電鉄が京福電気鉄道（京福）と合併[8]。同社の三国芦原線の駅となる[5]。
- 1944年（昭和19年）4月20日：休止[7][9]。
- 2007年（平成19年）9月1日：えちぜん鉄道三国芦原線の日華化学前（同日開業） - 新田塚間に、八ツ島駅（2代目）開業[1][2][7][10]。
- 2016年（平成28年）3月27日：福井鉄道福武線との直通運転を開始[11][12][13]。同時に低床ホームを新設[11][13]。

## 駅構造
単式ホーム1面1線を持つ地上駅で無人駅である。そのうち、ホーム北側は福井鉄道福武線への直通電車専用ホームとなっており、従来の電車専用ホームとの相互間はスロープで結ばれている。
同日に開業した南隣の日華化学前駅と同様に、将来のLRT化を想定して、コンクリートの基礎を福井県産間伐材で嵩上げしたホームが設置された。2016年（平成28年）、福井鉄道への直通運転開始と低床車両導入に伴い、嵩上げ部分を撤去し低床ホームとした。

## 利用状況
1日の平均乗降人員は以下のとおりである。
| 乗降人員推移 | 乗降人員推移 |
| 年度         | 1日平均人数  |
| ------------ | ------------ |
| 2011年       | 324          |
| 2012年       | 341          |
| 2013年       | 353          |
| 2014年       | 360          |
| 2015年       | 367          |
| 2016年       | 412          |
| 2017年       | 431          |
| 2018年       | 483          |

## 駅周辺

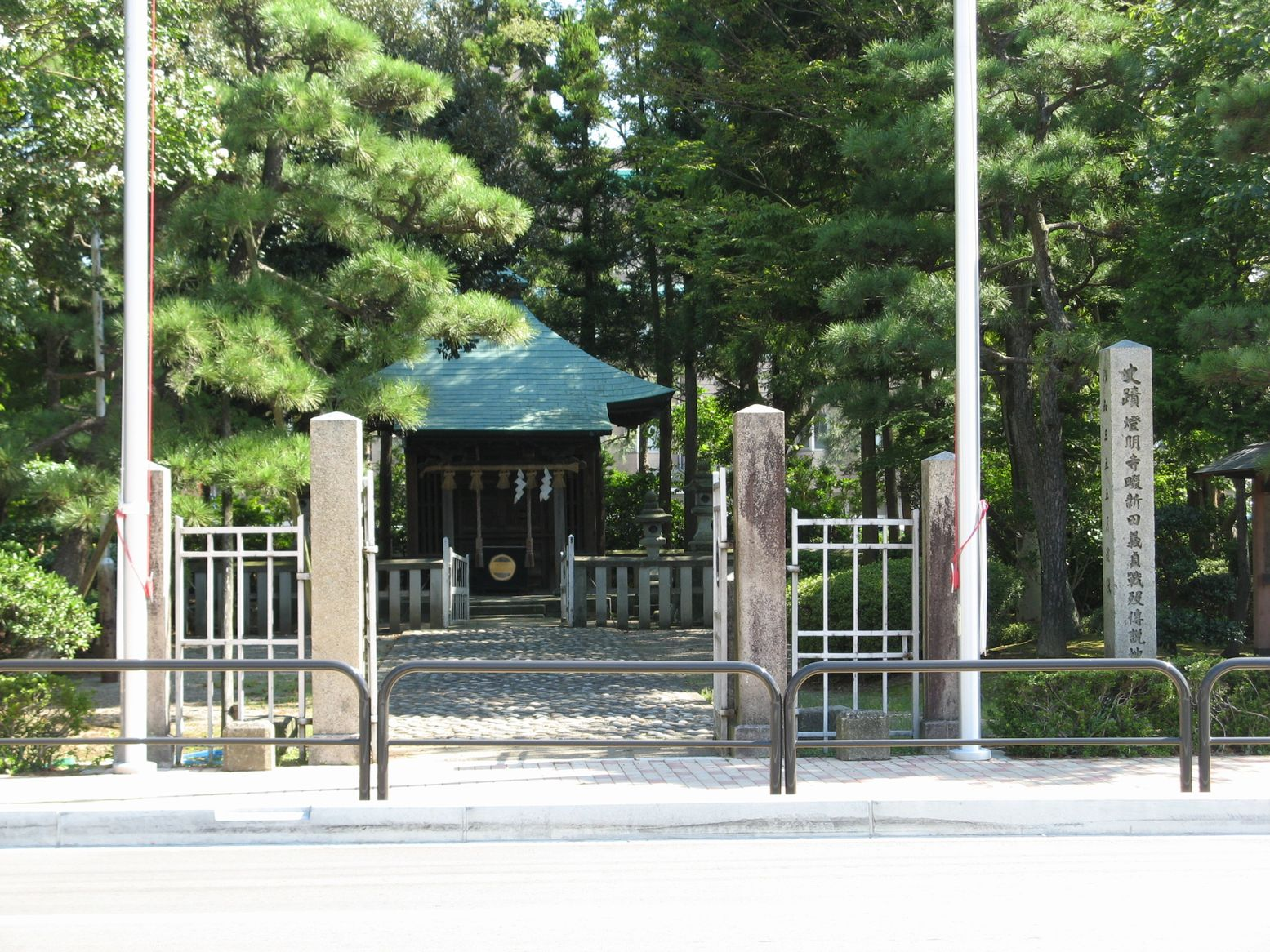
新田義貞戦没伝説地

当駅周辺は住宅街が広がる。商業施設とフィットネスクラブが隣接している。
駅東方
- 福井県道・石川県道5号福井加賀線（芦原街道）
- 燈明寺畷新田義貞戦歿伝説地
- 福井大学教育学部附属義務教育学校
- スーパーマーケットバロー新田塚店

駅西方
- 福井市藤島中学校
- 福井大学教育学部附属特別支援学校
- 福井県立武道館

## 隣の駅
えちぜん鉄道
■三国芦原線
□快速（上りのみ）・■普通
日華化学前駅 (E28) - 八ツ島駅 (E29) - 新田塚駅 (E30)